# NGC 2403
NGC 2403 (auch bekannt als Caldwell 7) ist eine Balken-Spiralgalaxie vom Hubble-Typ SBcd im Sternbild Giraffe am Nordsternhimmel. Sie ist rund 10 Millionen Lichtjahre von der Milchstraße entfernt und hat einen Durchmesser von etwa 70.000 Lichtjahren. Sie zeigt eine Winkelausdehnung von 23,4' × 11,8' und eine scheinbare Helligkeit von 8,2 mag. Damit zählt diese Galaxie, die leicht in einem guten Feldstecher gesehen werden kann, zu den hellsten Galaxien des Nordhimmels, die nicht in den Messier-Katalog aufgenommen wurden.
Im Zentrum dieser Galaxie befinden sich mehrere große offene Sternhaufen mit massereichen, sehr heißen Sternen, die in H-II-Regionen eingebettet sind. Aus diesen Gebieten empfangen wir auf der Erde neben H-alpha-, auch Strahlung im fernen Ultravioletten und sogar weiche Röntgenstrahlung. Daraus lässt sich schließen, dass die ersten der hier entstandenen, massereichen Sterne bereits als Supernovae explodiert sind. Ihre Stoßwellen haben das Wasserstoffgas der jeweiligen Sternentstehungsregion teilweise so stark erhitzt, dass es weiche Röntgenemissionen abgibt. Das restliche, davon nicht betroffene Gas wird von der ultravioletten Strahlung der gegenwärtig vorhandenen massereichen Sterne zum Leuchten in den Wasserstofflinien angeregt. Diese tragen auch zur beobachteten fernen UV-Strahlung bei.
Die Galaxie ist Mitglied der M81-Galaxiengruppe und etwa 12 Millionen Lichtjahre entfernt. Im Jahre 2004 brach die Supernova SN 2004dj in dieser Galaxie aus. Bereits im Jahre 2002 wurden SN 2002kg und zuvor SN 1954J in NGC 2403 beobachtet.
NGC 2403 wurde am 1. November 1788 vom deutsch-britischen Astronomen Wilhelm Herschel entdeckt.

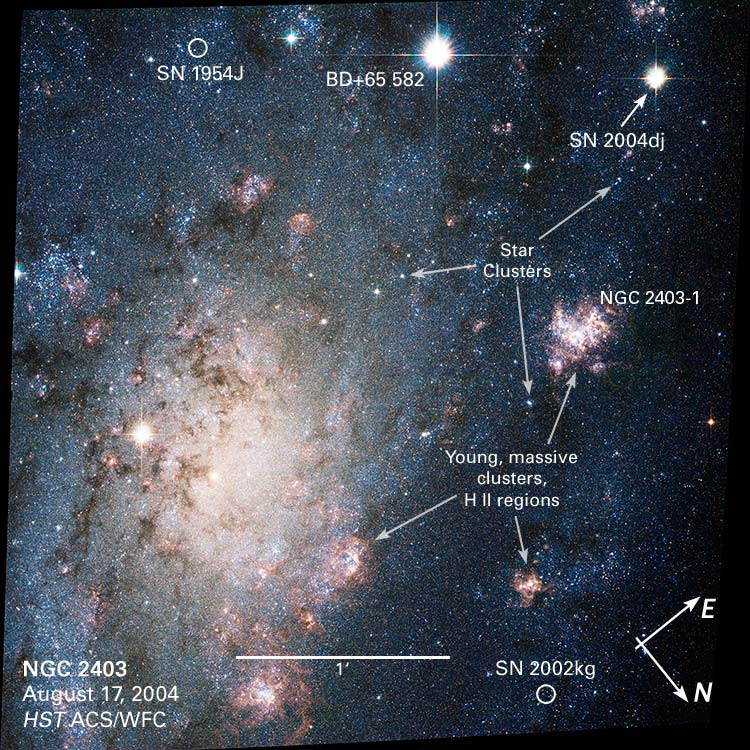
Detailaufnahme des Hubble-Teleskops mit Supernova SN 2004dj, beschriftet
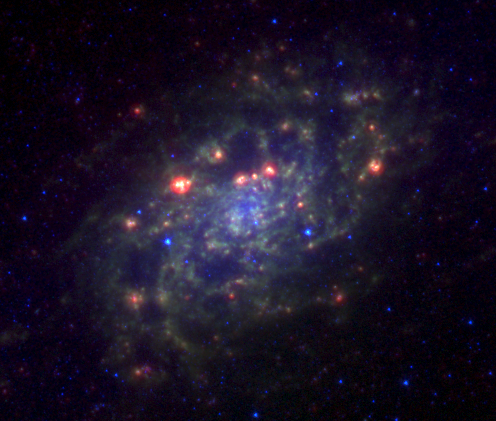
Infrarot-Aufnahme von NGC 2403 vom Spitzer-Weltraumteleskop